# Montgomery Meigs

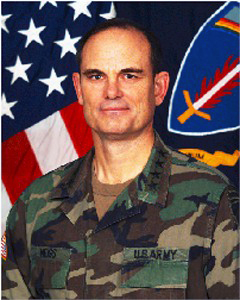
General Montgomery Cunningham Meigs als 31. Kommandeur der United States Army Europe (2002)

Montgomery Cunningham Meigs (* 11. Januar 1945 in Annapolis; † 6. Juli 2021 in Austin, Texas) war ein General der United States Army. Er wurde nach seinem Vorfahren Generalquartiermeister Montgomery C. Meigs benannt.

## Leben und Bildung
Meigs absolvierte die Holderness School in Holderness, welche er 1965 abschloss. Danach begann er sein Studium an der United States Military Academy in West Point, die er im Jahre 1967 erfolgreich verließ. Darauf diente er in der 9th Infantry Division im Vietnamkrieg. Nach einem Studienaufenthalt an der University of Wisconsin–Madison und einem Jahr am Army’s Command and General Staff College, lehrte er im Fachbereich Geschichte von West Point und verbrachte das Wintersemester 1981/82 am Massachusetts Institute of Technology als International Affairs Fellow im Institut für Auslandsbeziehungen.

## Karriere
Meigs promovierte 1982 in Geschichte, bevor er als Executive Officer zum 2nd Cavalry Regiment nach Deutschland befohlen wurde. Im Jahre 1984 kommandierte Meigs das 1st Squadron, 1st Armored Cavalry Regiment. Nach einem Aufenthalt am National War College als Army Fellow, arbeitete er für drei Jahre als strategischer Planer am Joint Staff in Washington, D.C. Nach Deutschland zurückgekehrt befahl er vom 26. September 1990 die 2nd Brigade, 1st Armored Division im Einsatz Desert Storm. Anschließend kommandierte er das 7th Army Training Command in Grafenwöhr und diente als Chief of Staff of V Corps und Deputy Chief of Staff for Operations of the U.S. Army in der Seventh United States Army. General Meigs befehligte erst die 3rd Infantry Division vom Juli 1995, danach die 1st Infantry Division ab Februar 1996. Im Oktober 1996 wurde er zusammen mit der 1st Infantry Division nach Bosnien verlegt, wo er neun Monate im NATO-Kommando der Multi-National Division (North) in den Operationen Joint Endeavor und Joint Guard eingesetzt war.
Er kommandierte die NATO Stabilization Force in Bosnien und Herzegowina vom 23. Oktober 1998 bis zum Oktober 1999, gleichzeitig zu seinem Kommando über die Seventh United States Army. Während der Bombardierung der Bundesrepublik Jugoslawien befahl Meigs am 3. April 1999 die Zerstörung eines Teils der Belgrad-Bar Eisenbahnstrecke die auf einem kurzen Abschnitt über bosnischem Gebiet verkehrt.
Nach seiner aktiven Dienstzeit war Meigs Professor an der Maxwell School an der Syracuse University und diente als militärischer Berater im Pentagon.
Meigs war Visiting Professor of Strategy and Military Operations an der Georgetown Universitys School of Foreign Service. Im Dezember 2007 legte er seine Position als Direktor der U.S. Department of Defense's Joint Improvised Explosive Device Defeat Organization (JIEDDO) nieder.
Ab dem 1. Januar 2010 war er Präsident und CEO des Business Executives for National Security (BENS).
Er starb an seinem 53. Hochzeitstag im Alter von 76 Jahren in Austin.

## Auszeichnungen
Auswahl der Dekorationen, sortiert in Anlehnung der Order of Precedence of the Military Awards:
|  | Army Distinguished Service Medal (4×) (mit Eichenlaub)                        |
|  | Bronze Star Medal mit Combat-V                                                |
|  | Purple Heart                                                                  |
|  | Große Verdienstkreuz mit Stern der Bundesrepublik Deutschland, verliehen 2002 |